# A szimbólumlehorgonyozás problémája
A szimbólumlehorgonyozás problémája azzal a kérdéssel áll összefüggésben, hogy a szavak jelentései hogyan is alakulnak ki, és mik is valójában – a jelentés problémája pedig egyben a tudat kérdése is: miért érezzük úgy, hogy valami (az adott szimbólumrendszeren belül) jelent valamit?
A szimbólum egy önkényes tárgy, egy kód vagy egy formális jelölőrendszer egy része. Értelmezhető úgy is, mint egy jel, ami utal valamire, azonban az alakja se nem emlékeztet arra, amit jelöl, se közvetlen összefüggésben nem áll vele (lásd Saussure: a nyelvi jelek önkényessége); a jelentése közmegegyezéssel alakult ki és vált elfogadottá, megszokottá.
A szimbólumok minden esetben egy szimbólumrendszer elemei; különálló tárgyak önmagukban nem lehetnek szimbólumok. Egy szimbólumrendszeren belül az egyes szimbólumok jelentései összefüggenek és szisztematikusan értelmezhetőek is – viszont olyan szabályok szerint kezeljük és kombináljuk őket egymással, amelyek csak a szimbólumok (önkényes) alakjával foglalkoznak, és nem a jelentésükkel. Ezek tehát nem szemantikai, hanem szintaktikai szabályok, ám ha ezek keretein belül a szimbólumokat megfelelően rendezzük el, akkor az eredmény már szemantikai értelmet is nyer. Példaként gondoljunk csak a szavakra, amelyeket megfelelően elrendezve részleteiben és egészében is koherens és értelmes mondatokat kapunk.
A külső szimbólumrendszerek esetében, mint amilyenek például a matematikai képletek, vagy akár egy kimondott vagy leírt mondat szavai, fel sem merül a szimbólumlehorgonyozás problémája – csupán a tudatunk saját, belső szimbólumai kapcsán (amit szoktak úgy is nevezni, mint a gondolat nyelvét). A külső szimbólumok is a használóik és értelmezőik gondolataiból nyerik a jelentésüket – azonban e használók és értelmezők saját, belső szimbólumainak önmagukban is megfelelő jelentéssel kell rendelkezniük. Mi több, ez a jelentés nem is alapulhat csupán egy definíción, mivel bármilyen definíció is csak szimbólumok egy sorozatából áll, amiknek szintén jelenteniük kell valamit – lévén a definíció egésze is csak akkor kaphat értelmet, ha az alkotóelemeiként szolgáló szimbólumoknak is megvan a maguk saját jelentése. A kérdés tehát az: honnan ered ezeknek a komponensszimbólumoknak a jelentése?
Ha mindvégig csak formális definíciókról lenne szó, akkor a végtelen regresszus problémája lépne fel. Ha pedig a jelentés egy kívülálló értelmezőtől függene, akkor a rendszer nem lehetne önálló (elvégre teljesen értelmetlen lenne az az állítás, miszerint a saját tudatom szimbólumainak jelentése valaki más, rajtam kívülálló egyén értelmezésétől függ). Így tehát, egy szenzorimotorikus rendszer saját, belső szimbólumainak jelentése visszavezethető egyrészt mindazokra a belső szerkezetekre és folyamatokra, amelyek lehetővé teszik az egyes szimbólumok által jelölt külső tényezők észlelését, azonosítását és a velük lefolytatott interakciót, másrészt pedig mindarra, amitől az valamilyen érzetet kelt a rendszerben, és ezen érzet révén jelenti az adott rendszer számára azt, amit jelent, akkor, amikor azt jelenti. Funkcionális önállóság hiányában a robot szimbólumai nem lennének lehorgonyozva, érzés hiányában pedig nem jelentenének semmit.
A kognitív tudomány egyik fontos empirikus és módszertani célja is éppen az, hogy megalkothasson egy olyan emberléptékű, lehorgonyozott szimbólumrendszert, ami sikeresen átmegy a Turing-teszten (tehát egy olyan ágens, amelynek performanciája funkcionálisan egyenértékű az emberekével, és így nem is különböztethető meg az övéktől). De vajon egy Turing-léptékű robot egyben érezne is? A lehorgonyozottságot a Turing-teszt ellenőrizheti ugyan, de a jelentés ellenőrzése esetében változatlanul fennáll a más elmék problémája.